# Lomovka (Saràtov)
|  | Per a altres significats, vegeu «Lomovka». |

Lomovka (en rus: Ломовка) és un poble de l'óblast de Saràtov, a Rússia, segons el cens del 2010 tenia 77 habitants. Pertany al districte municipal d'Atkarsk.